# Mõtsküla
Mõtsküla – wieś w Estonii, w prowincji Põlvamaa, w gminie Ahja.